# 幸福の科学事件
幸福の科学事件（こうふくのかがくじけん）とは、宗教法人幸福の科学およびその幹部らが、元信者および代理人弁護士らが行った民事訴訟およびその提訴記者会見が名誉毀損であるとして合計8億円の損害賠償請求訴訟を提起したところ、この訴訟提起が、「批判的言論を威嚇する目的」でなされた不当訴訟であるとして、代理人弁護士に対する損害賠償が命じられた民事裁判の事例である。
請求金額が不相当に高額な場合に、当該請求自体が不法行為となる可能性があることについては複数の判例が存在するが、この事案はその中で、批判的言論を威嚇する目的で名誉毀損を理由とした請求をしたものであり、いわゆる不当訴訟のうちに「批判的言論威嚇目的訴訟」（スラップ）という独自の類型を成立させるものとなった。
なお、元信者および代理人弁護士らが幸福の科学に献金を強要されたとして提起していた民事訴訟は、強制の事実はないとして元信者および代理人弁護士側が敗訴している。

## 経緯
1. 献金訴訟の提起と提訴記者会見幸福の科学の元信者が、1996（平成8）年12月25日、同教団の幹部らから教団に対する2億円余に上る献金を脅迫により強制されたと主張して、弁護士山口広を訴訟代理人として、幸福の科学らを被告とする損害賠償請求訴訟（以下「献金訴訟」）を提起した。山口は同日、報道機関に周知した上で東京地裁の記者クラブにおいて提訴記者会見を開いた。この記者会見を受けて新聞各紙やテレビ等は献金訴訟の提起を報道した。山口はその後、日弁連主催の消費者セミナーでこの件に関する発言や署名記事の執筆などを行なった。
2. 本訴提起宗教法人幸福の科学および幹部らは1997（平成9）年1月7日、献金訴訟の提起および記者会見等によって名誉を毀損されたとして、山口らに対して合計8億円（幸福の科学に7億円、その職員ら2名に各5,000万円）の損害賠償を求める訴訟を提起した（本訴）。
3. 反訴提起これに対し、山口は幸福の科学の不当な本訴提起によって損害を被ったとして、幸福の科学に不法行為に基づく損害賠償金800万円を求める反訴請求を提起した。
山口の訴訟代理人には以下の者をはじめ321名の弁護士が名を連ねた：土屋公献・海渡雄一・上田文雄・廣谷陸男・安田純治・紀藤正樹・五十嵐二葉・伊藤芳朗・宇都宮健児・遠藤誠・加藤晋介・後藤昌次郎・林陽子・弘中惇一郎・滝本太郎・筒井信隆・松野信夫・照屋寛徳ほか。

## 裁判所の判断

### 献金訴訟について
東京地裁（平成13年6月29日）は、幸福の科学入会後の元信者の活動や退会までの経緯などから、山口らが記者会見で提示した事実および献金訴訟における主張が真実であると認めることはできないが、山口が献金の経緯などを脅迫行為による強制と判断したことには合理的な根拠があり、これを真実と信じたことには相当の理由があったとして、献金訴訟の提起が違法であるという幸福の科学（本訴原告）の主張を退け、記者会見も、公共の利害に関する事柄に関して公益を図る目的であったとして、名誉毀損を主張した幸福の科学の主張を退けた。

### 本訴提起について
判決では本訴提起に至るまでの経緯や、幸福の科学の批判的言論に対する対応の傾向などについて検討を加えた結果、幸福の科学が本訴を提起した主たる目的は献金訴訟を提起した元信者および山口各個人に対する威嚇であると認定し、「このような訴え提起の目的及び態様は裁判制度の趣旨目的に照らして著しく相当性を欠き、違法なものといわざるをえない」とした。その判断の根拠としては、本訴提起が極めて短期間で為されたこと、請求金額が異常に高額であったこと、幸福の科学の代表者である大川隆法が本訴提起の以前から教団を批判する者に対して積極的に反論してゆく姿勢をもち、その際の攻撃手段・威嚇手段として訴訟を利用する意図を有していたと伺われることなどが指摘された。
以上から裁判所は第一審において幸福の科学に対し山口に100万円を支払うよう命じ、教団が元信者と山口に賠償などを求めた訴訟については請求を棄却した。二審の東京高裁は双方の控訴を棄却して一審判決を支持、最高裁は幸福の科学の上告を棄却し、幸福の科学の敗訴が確定した。

## 当事者の見解
山口は「攻撃的な訴訟をはっきり違法と認めた判決は異例」と評価。
幸福の科学は判決確定後の時点で教団の「法務室」ホームページにて見解を発表し、裁判所の判断は「全くの誤判」であると主張した。さらに、本訴は「献金訴訟」（幸福の科学の表現では「"強制献金"捏造訴訟」）への反訴を本質とするものであり、
- 「献金訴訟」が「献金という宗教活動の根幹に関わる重大な」虚偽内容の訴訟であったこと
- 提訴記者会見の内容が正当な弁護士業務とは思われないものであったこと

のために止むをえないものであったとしている。また裁判所が「会員と教団は別の存在」としたことも「宗教とその会員との密接不可分の関係という、信仰の根本に関わる特質を何も理解しない」と批判した。

## 判例評釈・参考文献
- 『宗教トラブル特集』消費者法ニュース発行会議〈消費者法ニュース別冊〉、2003年、256頁。
- 堀部政男・長谷部恭男（編）『メディア判例百選』有斐閣〈別冊ジュリスト 179〉、2005年、156-157頁。ISBN 4-641-11479-X。
- 谷村正人ほか『名誉・信用毀損プライバシー侵害紛争事例解説集』新日本法規出版、2006年、189頁。ISBN 978-4788208698。